# The Guardian
The Guardian [ðə ˈgɑːdɪən] ist eine britische Tageszeitung. Das Blatt ist die wichtigste britische Zeitung im linken Spektrum.
Die Zeitung wurde 1821 in Manchester gegründet und erschien bis 1959 als The Manchester Guardian. Das Blatt wird von der Guardian News & Media Ltd. veröffentlicht, deren Eigentümer die Scott Trust Ltd. ist, die als Stiftung das Hauptziel verfolgt, seine journalistische und finanzielle Unabhängigkeit zu sichern. Seit 1993 ist auch die Sonntagszeitung The Observer Teil der Guardian Ltd. Der Hauptsitz befindet sich heute im Londoner Stadtteil King’s Cross.
Der kostenfreie und durch ein freiwilliges Unterstützermodell finanzierte Internetauftritt des Guardian gilt als erfolgreiche Pionierleistung. Am 30. Mai 2015 übernahm Katharine Viner die Chefredaktion von Alan Rusbridger.
Der Guardian wurde für seine journalistische Arbeit mehrfach ausgezeichnet und gehört zu den am häufigsten prämierten Zeitungen Großbritanniens.

## Profil
Der Guardian wurde im Umfeld des Little Circle, einer Gruppe als nonkonformistisch geltender Unternehmer und Sozialreformer, gegründet. Politisch vertritt der Guardian traditionell eine linksliberale Position, im Gegensatz zu den meisten anderen britischen Tageszeitungen, die eher konservativ ausgerichtet sind. Die Zielgruppe der Zeitung sind insbesondere die „linksliberalen, progressiven, intellektuellen Großstädter […] Akademiker, Kulturschaffenden und Studenten“. Im englischsprachigen Raum ist für Angehörige dieser Bevölkerungsschicht, einer neuen Mittelklasse, auch der (eher abwertend verwendete) Begriff Guardianistas verbreitet.
Im Mai 2019 wurde ein geänderter House Style Guide veröffentlicht, der neue verschärfte Sprachregelungen für die umweltbezogene Berichterstattung vorsieht. Statt Climate Change (Klimawandel) sollen beispielsweise Climate emergency, crisis or breakdown (Klima-Notfall, -krise oder -zusammenbruch) verwendet werden. Laut Chefredakteurin Katharine Viner soll dieser Schreibstil sicherstellen, dass die Umweltbelange wissenschaftlich präzise kommuniziert werden. Mit der Verschärfung folgte man den Klimawissenschaftlern und verschiedenen UN-Organisationen, die ihre Ausdrucksweise ebenfalls verschärft hätten. Dabei wird auch auf kurz zuvor getätigte Aussagen von Greta Thunberg Bezug genommen.
Die verkaufte Auflage sank von 360.000 Exemplaren im ersten Halbjahr 2003 auf 158.000 im zweiten Halbjahr 2016, ein Minus von 56,1 Prozent. Im April 2019 betrug sie 134.570 Exemplare, womit der Guardian hinter den beiden anderen überregionalen Tageszeitungen The Daily Telegraph (335.740 Exemplare) und The Times (406.280 Exemplare) lag.
Für das Geschäftsberichtsjahr vom April 2018 bis April 2019 hatte die Guardian News & Media (GNM), zu der der Guardian und der Observer gehören, trotz branchenunüblichem Verzicht auf eine Paywall ein Resultat von 800.000 Pfund im Plus vermeldet. Das war ein Umschwung nach Jahren mit roten Zahlen. Im gleichen Zeitraum hatte die GNM Gesamteinnahmen in Höhe von 223 Millionen Pfund erwirtschaftet. Dabei hatte Printwerbung lediglich acht Prozent der Erlöse beigetragen, 55 Prozent der Einnahmen kamen aus dem Digitalen.
Die Leserzufriedenheit ist hoch, das zeigt eine große, weiter wachsende Zahl an freiwilligen Spenden sowie ein hoher Anstieg bei Digitalabonnements. In den zwölf Monaten von April 2019 bis April 2020 stiegen die Spenderzahlen um 23 Prozent von 655.000 auf 821.000 Leser. Die Digi-Abos von zwei exklusiven Smartphone- und Tablet-Apps zogen zugleich um 39 Prozent von 191.000 auf 265.000 Nutzer an. In einer Umfrage zur besten Berichterstattung in der Corona-Krise in Großbritannien gaben die britischen Leser The Guardian (25 Prozent) mit Abstand vor The Times (12 %) und dem Daily Telegraph (9 %) den Vorzug. Im Geschäftsjahr 2021/22 gab es über eine Million regelmäßig zahlender digitaler Unterstützer (recurring digital supporters).

## Geschichte

### C. P. Scott
C. P. Scott machte den Guardian überregional bekannt. Von 1872 an war er 57 Jahre lang Herausgeber, 1907 wurde er zum Eigentümer der Zeitung. Unter seiner Leitung unterstützte der Guardian William Ewart Gladstone, als sich die Liberalen 1886 aufspalteten, und wandte sich gegen die Volksmeinung, die den Zweiten Burenkrieg befürwortete. Scott unterstützte die Bewegung für das Frauenwahlrecht, lehnte aber militante Aktionen der Suffragetten ab. „Die wirklich groteske Situation ist, dass Herr Lloyd George dafür kämpft, dass sieben Millionen Frauen befreit werden, und gleichzeitig die Militanten verzweifelt versuchen, ihn davon abzuhalten, indem sie die Fenster von unbeteiligten Leuten einwerfen und die Treffen von wohlwollenden Vereinigungen abbrechen.“ Scott glaubte, dass „der Mut und die Hingabe“ der Stimmrechtlerinnen „einen besseren Anlass und eine vernünftigere Führung verdient“ hätten.
Scotts Freundschaft mit dem damals in Manchester tätigen Chemiker und zionistischen Aktivisten Chaim Weizmann ab dem Herbst 1914 (sie waren einander bei einer Wohltätigkeitsveranstaltung vorgestellt worden) spielte eine Rolle in der Balfour-Deklaration von 1917. Scott ermöglichte Weizmanns Begegnung mit David Lloyd George am 3. Dezember 1914 in London. 1948 unterstützte der Guardian den Staat Israel, nahm später aber eine israelkritische Position im israelisch-palästinensischen Konflikt ein. Daphna Baram erzählt in ihrem Buch Disenchantment: The Guardian and Israel (2004) die Geschichte des Guardian und seiner Beziehung zum Zionismus.
Im Juni 1936 wechselten die Besitzverhältnisse zum Scott Trust (benannt nach dem letzten Eigner, John Russell Scott, der der erste Vorsitzende des Trust wurde). Dieser Wechsel sicherte der Zeitung ihre Unabhängigkeit.

### The Guardian
Bis 1959 hieß die Zeitung The Manchester Guardian; noch heute wird sie speziell in Nordamerika mit diesem Namen verbunden. 1964 zog die Zeitung nach London um. 1992 übernahm der Guardian die Anteilsmehrheit an der südafrikanischen Wochenzeitung Weekly Mail, die fortan als Weekly Mail & Guardian und seit 1995 als Mail & Guardian erscheint. Am 13. September 2005 wechselte der Guardian vom Broadsheet- zum Berliner Format. Im Juni 2006 wagte die Redaktion unter Chefredakteur Alan Rusbridger den journalistisch ebenso bedeutsamen wie riskanten Schritt, Artikel zuerst im Internet und erst danach in der Printausgabe erscheinen zu lassen. 2009 war die Internetseite des Guardian die sechstgrößte Website aller Tageszeitungen in der Welt und zählte 26 Millionen Nutzer im Monat.
Seit 2009 besteht eine Kooperation mit der deutschsprachigen Wochenzeitung der Freitag. Seit 2011 versucht sich The Guardian an der Form des kollaborativen Journalismus. Durch die Veröffentlichung der Themenliste in einem eigenen Blog erhalten die Leser die Möglichkeit, sich bei den Autoren zu melden, können Informationen abgeben und bei der Recherche mithelfen.
2005 bis 2012 versuchte der Guardian, auf juristischem Weg Einblick in Briefe von Prinz Charles an Ministerien zu bekommen. Kritiker warfen Prinz Charles vor, seine Machtbefugnisse zu überschreiten und mit persönlichen Interventionen seine Ansichten über Ökologie, alternative Medizin und moderne Architektur durchsetzen zu wollen. Im September 2012 gab eine Kammer des britischen Gerichtshofs für Informationsfreiheit diesem Verlangen statt.

### Spionageaffäre seit 2013
Ab Mai 2013 veröffentlichte Glenn Greenwald Informationen zu Kommunikations-Überwachungsprogrammen der USA (PRISM) und Großbritanniens (Tempora) und brachte so die Überwachungs- und Spionageaffäre 2013 an die Öffentlichkeit. Im Juni gab sich Edward Snowden als Informant („Whistleblower“) zu erkennen. Am 28. Juni 2013 wurde bekannt, dass die US Army bestimmte Teile der Seite des Guardian in ihren internen Netzen sperrte. Bereits im Dezember 2010 hatte die US Air Force für ihre Mitarbeiter den Zugriff auf die Seite des Guardian sowie die Nachrichtenportale New York Times, Le Monde und Spiegel Online blockiert. Die Soldaten hätten dort Zugang zu den US-Diplomatendepeschen gehabt, die WikiLeaks veröffentlichte. Die Maßnahme wurde in Medien heftig kritisiert.
Der Chefredakteur Alan Rusbridger schrieb am 19. August 2013 in der Zeitung, die britische Regierung habe sein Blatt wegen der Veröffentlichung der Enthüllungen Snowdens stark unter Druck gesetzt. Die Regierung soll mit Klage gegen das Blatt gedroht haben, falls Festplatten mit den Informationen nicht herausgegeben oder vernichtet würden. Schließlich habe man, um einen Rechtsstreit zu vermeiden, der die weitere Berichterstattung über die Affäre möglicherweise auf Monate hinaus verhindert hätte, unter Aufsicht von Agenten des Government Communications Headquarters zwei Festplatten vernichtet.
Zudem war der Ehemann von Glenn Greenwald, David Miranda, auf dem Flughafen London Heathrow fast neun Stunden festgehalten worden. Er hatte für seinen Partner in Berlin recherchiert und war auf dem Weg zu diesem nach Rio de Janeiro; der Guardian hatte den Flug bezahlt. Miranda musste seinen Laptop sowie sein Smartphone den Sicherheitsbehörden übergeben und seine Passwörter preisgeben.
The Guardian und Glenn Greenwald erhielten für ihre Recherchen zu den Kommunikations-Überwachungsprogrammen der USA den Preis für die Freiheit und Zukunft der Medien 2013 der Medienstiftung der Sparkasse Leipzig. Im April 2014 wurde der Guardian bzw. die US-Webseite der Zeitung zusammen mit der Washington Post für die Berichterstattung mit dem Pulitzer-Preis in der Kategorie Dienst an der Öffentlichkeit ausgezeichnet.

### Finanzielle Konsolidierung des Kernbetriebs
Als Nebenprodukt betrieb die Guardian Media Group verschiedene Regional- und Fachzeitungen. Aus einer Autozeitschrift entstand Großbritanniens größtes Online-Portal für den Handel mit gebrauchten Autos; es war zusammen mit anderen Onlineanzeigenportalen in der Trader Media Group gebündelt. Als der Guardian 2007 einen Anteil von 49,99 % an der Trader Media Group verkaufte, beruhte der Kaufpreis auf einer Bewertung von 1,35 Mrd. £. Der Guardian trennte sich 2010 von seinen Regionalblättern und verkaufte 2014 die zweite Hälfte der Trader Media Group.
Mit den Verkäufen aller Nebenprodukte und Konzentration auf den Zeitungskern schuf die Stiftung einen Kapitalstock von 838,3 Millionen £ im Juli 2014. Dieser sollte die Unabhängigkeit des Guardian dauerhaft sichern. Die Einnahmen entwickelten sich im ersten Jahr nicht wie erhofft, so dass die Verlagsleitung im Januar 2015 bekanntgab, dass Redaktion und Verwaltung über die nächsten drei Jahre um 20 % abgebaut würden, um zukünftige Verluste zu vermeiden.
Der Umsatz im Finanzjahr 2015 betrug 209,5 Mio. £ (241 Mio. € 1). Der Verlust war somit von 14,7 Mio. ₤ (17 Mio. € 1) im Vorjahr auf 68,7 Mio. ₤ (79 Mio. € 1) gestiegen. Die Chefredakteurin Katherine Viner und Guardian-Media-Group-Vorstandsvorsitz David Pemsel stellten ein Programm vor, das über einen Zeitraum von drei Jahren die Ausgaben um 20 % senken sollte und zudem neue Einnahmen durch Mitgliedschaften und die Guardian Labs generieren sollte. Im September 2016 wurde bekanntgegeben, dass die Anzahl der Stellen in den USA um ein Drittel von 140 auf knapp 100 reduziert werden sollte.
2015 führte der Guardian aufgrund der Verluste durch geringere Werbeeinnahmen ein Mitgliedsschaftssystem ein. Unterstützer zahlen 5 £ im Monat, Partner 15 £ im Monat und Patrons 60 £ im Monat und profitieren durch Vorteile wie Vorrang bei Buchungen und Rabatte bei Veranstaltungen. Anfang 2017 gab es 200.000 Unterstützer, Mitte 2018 waren es 570.000 und erstmals in der Geschichte des Guardian überstiegen die Einnahmen des digitalen Sektors diejenigen der Druckerzeugnisse. Die Auflage der Printausgabe war Mitte 2018 auf 138.000 Exemplare gesunken. Der Guardian strebte bis zum Jahr 2019 ein Ende des Defizits sowie einen Anstieg der Gönner auf eine Million an. Dadurch sollte eine Paywall vermieden werden. Im November 2021 wurde die Marke von einer Million nach eigenen Angaben erreicht.
Aus Spargründen wurde die gedruckte Ausgabe im Januar 2018 auf das Tabloid-Format umgestellt und die Herstellung außer Haus an die Druckereien des Daily Mirror abgegeben. Damit sollten mehrere Millionen Pfund eingespart werden. 300 Arbeitsplätze wurden in Redaktion und Verlag abgebaut. Das Steuerjahr 2018, das vom 6. April 2018 bis zum 5. April 2019 ging, schloss der Guardian mit einem Gewinn in Höhe von 800.000 Pfund ab und schrieb damit zum ersten Mal nach über zwei Jahrzehnten schwarze Zahlen. Infolge der COVID-19-Pandemie wurde im Juli 2020 der Abbau von 180 Arbeitsplätzen, davon 70 in der Redaktion, bekanntgegeben. Für das Geschäftsjahr 2021/22 berichtete die Guardian Media Group von Einnahmen von 255,8 Millionen Pfund (darunter 76 Millionen digital readers revenues) und einem Gewinn aus Geschäftstätigkeit von 11,7 Millionen Pfund.

### Entlassung von Nathan J. Robinson
Im Februar 2021 entließ der Guardian den Kolumnisten Nathan J. Robinson, nachdem er sich auf Twitter ironisch über die US-amerikanische Militärhilfe für Israel geäußert hatte.

## The Guardian Weekly
The Guardian Weekly ist eine internationale, auf Englisch erscheinende Zeitung der Gruppe, die 1919 gegründet wurde und Artikel des regulären Guardian, des Observer, der Washington Post und ins Englische übersetzte Artikel von Le Monde zusammenfasst.

## Auszeichnungen
Der Guardian wurde für seine journalistische Arbeit mehrfach ausgezeichnet und war z. B. von 2012 bis 2022 die nach der Times am zweithäufigsten prämierte Zeitung Großbritanniens.

### British Press Awards
Bei den British Press Awards wurde der Guardian 1999, 2006, 2011, 2014 und 2023 zur „Zeitung des Jahres“ (englisch: Daily Newspaper of the Year) gewählt. Die Auszeichnung 2023 würdigte die Gesamtberichterstattung der Zeitung in Print und Online, einschließlich ihrer Berichterstattung über britische und internationale Nachrichten sowie Sport, Wirtschaft, Kultur und Lifestyle.

### British Journalism Awards
Bei den British Journalism Awards wurde der Guardian 2023 als „Nachrichtenanbieter des Jahres“ (News Provider of the Year) ausgezeichnet. 2024 gewann die Zeitung bei den British Journalism Awards Auszeichnungen für Feature- und Sportjournalismus.

### Internationale Auszeichnungen
Im April 2014 wurde der Guardian gemeinsam mit der Washington Post für die Berichterstattung über die NSA-Enthüllungen von Edward Snowden mit dem Pulitzer-Preis in der Kategorie „Dienst an der Öffentlichkeit“ (Public Service) ausgezeichnet. Die Pulitzer-Jury würdigte die Enthüllung der weitreichenden geheimen Überwachung durch die National Security Agency und die aggressive Berichterstattung, die eine gesellschaftliche Debatte über das Verhältnis zwischen Regierung und Öffentlichkeit in Fragen der Sicherheit und Privatsphäre auslöste.
2022 war der Guardian gemeinsam mit der Washington Post und dem Forbidden Stories Network Mitgewinner des George Polk Award in der Kategorie „Technologie-Berichterstattung“ für das Pegasus-Projekt. Die investigative Zusammenarbeit deckte auf, wie die NSO Group Spähsoftware an Regierungen verkauft und diese zur Überwachung von Journalisten, Menschenrechtsverteidigern und Anwälten eingesetzt wird.

### Press Awards 2024
2024 gewannen der Guardian und der The Observer sechs Press Awards, darunter Auszeichnungen für Nachrichtenberichterstattung (David Conn), Wirtschafts- und Finanzjournalismus (Anna Isaac), Sportfotografie (Tom Jenkins), Karikatur (Chris Riddell) und Kritik (Laura Cumming). Darüber hinaus erhielt die Zeitung eine Auszeichnung für Exzellenz in Diversität (Excellence in Diversity Award) für das Projekt „Cotton Capital“.

### Podcast-Auszeichnungen
Der tägliche Podcast Today in Focus des Guardian wurde 2023 bei den British Podcast Awards mit einer Goldmedaille als bester Nachrichten- und Aktualitätenpodcast ausgezeichnet. Die Juroren lobten die Qualität der journalistischen Arbeit und die innovative Nutzung des Audio-Formats für komplexe Berichterstattung.

## Trivia
Wegen seiner Rechtschreibfehler, Wortverdrehungen und anderer Schnitzer erhielt der Guardian den ironischen Beinamen The Grauniad. Dieser ist mittlerweile so bekannt, dass der Guardian selbst in einem Jubiläumsartikel darauf Bezug nahm.